# Saint-Mathurin
Saint-Mathurin – miejscowość i gmina we Francji, w regionie Kraj Loary, w departamencie Wandea.
Według danych na rok 1990 gminę zamieszkiwało 1 137 osób, a gęstość zaludnienia wynosiła 48 osób/km² (wśród 1504 gmin Kraju Loary Saint-Mathurin plasuje się na 522. miejscu pod względem liczby ludności, natomiast pod względem powierzchni na miejscu 430.).